# Statistika
Statistika je vědní obor, který se zabývá sběrem, organizací, analýzou, interpretací a prezentací empirických dat za účelem prohloubení znalostí určité oblasti, obvykle hromadného jevu. Při aplikaci statistiky na vědecký, technický nebo společenský problém je třeba definovat výběrovou populaci a statistický model. Populace mohou být různé skupiny lidí nebo objektů, např. „všichni lidé žijící v určité zemi“ nebo „všechny atomy tvořící určitý krystal“. Protože často nelze zkoumat celé populace, odhadují se jejich vlastnosti na základě výběrů, což je náplní inferenční statistiky, která modeluje náhodnost výběrů a neurčitost dat pomocí teorie pravděpodobnosti. Statistika se zabývá všemi aspekty práce s daty, včetně plánování jejich sběru v podobě průzkumů a experimentů. Cílem statistiky je získat „nejlepší“ informace z dostupných dat, proto ji někteří autoři označují jako součást teorie rozhodování.

## Statistické metody

### Popisná (deskriptivní) statistika
Zabývá se popisem stavu nebo vývoje hromadných jevů, které vykazují vliv náhody. Nejprve vymezí soubor entit, na nichž se bude uvažovaný jev zkoumat. Pak se všechny entity vyšetří z hlediska studovaného jevu. Výsledky šetření – kvalitativní i kvantitativní, vyjádřeny především číselným popisem – tvoří obraz studovaného hromadného jevu vzhledem k vyšetřovanému souboru.

### Inferenční statistika
Zatímco popisná statistika zkoumá soubory entit přímo, inferenční statistika je zkoumá prostřednictvím výběrů s využitím teorie pravděpodobnosti. Na získané údaje se pohlíží jako na výsledky určitého náhodného pokusu, který mohl dát i jiné výsledky. Všechny závěry inferenční statistiky tak mají pravděpodobnostní charakter.
Statistické postupy lze zhruba rozdělit na metody konfirmační analýzy (např. intervaly spolehlivosti, regresní analýza ap.) a explorační analýzy, jako jsou např. shluková analýza, explorační faktorová analýza, metoda hlavních komponent (PCA), metoda GUHA (kombinační analýza dat), explorační analýza dat aj.
Základní rozdíl těchto dvou přístupů lze charakterizovat takto:
1. V KA formulujeme hypotézu a metody KA použijeme k tomu, abychom ji potvrdili či vyvrátili.
2. V EA máme k dispozici množství dat a od EA požadujeme, aby nám z nich vygenerovala nějaké hypotézy.

### Jiné
V matematické statistice se termínem „statistika“ označuje libovolná měřitelná funkce definovaná na výběrovém prostoru, případně hodnoty nějaké takové funkce, které získáme provedením náhodného výběru.

## Historie

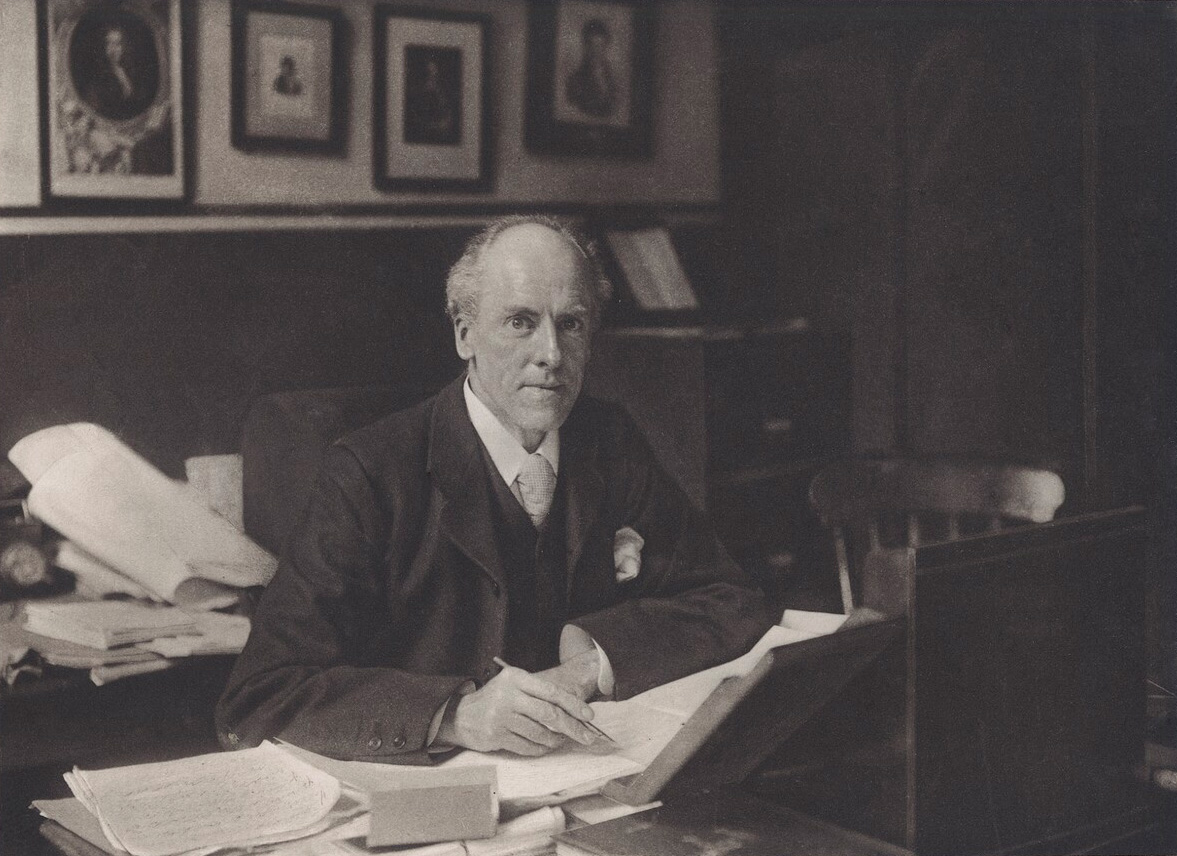
Karl Pearson, zakladatel matematické statistiky

První použití záznamů a jejich vývoje, a tedy i statistiky, můžeme nalézt v záznamech o hospodářekém a společenském životě starověkých kultur, které žily například v oblasti Mezopotámie, Sumeru, na Krétě, v Řecku, Egyptě a Číně. Ty úplně nejstarší zápisy, které vykazují známky sčítání lidu, pak nalezneme právě v Sumeru. Ve starověkém Egyptě se pak konal každé dva roky soupis dobytka.
První díla vztahovaná k pravděpodobnosti a statistikám se datují k arabským matematikům a kryptografům. Ti je vytvářeli v době Islámského zlatého věku. Al-Khalil (717–786) v tomto období napsal Knihu kryptografických myšlenek, která obsahuje první použití permutací a kombinací za cílem popsat co nejvíce arabských slov se samohláskami i bez nich.
Ve středověku vznikaly takzvané Urbáře, což je obdoba novodobých statistických ročenek. Roku 1381 proběhlo první sčítáni lidu v Číně. Roku 1427 pak ve Florencii vznikl první soupis obyvatelstva.
První evropskou publikací byla Natural and Political Observations upon the Bills of Mortality napsaná Johnem Grauntem v roce 1663.
Matematické základy moderní statistiky položil rozvojem teorie pravděpodobnosti v 17. století, na které se podílel kupříkladu Gerolamo Cardano, Blaise Pascal či Pierre de Fermat. Na přelomu 17. a 18. století byla vymyšlena metoda nejmenších čtverců. Její první použití v roce 1795 se připisuje Carlu Friedrichovi Gaussovi, i když k její publikaci došlo až v roce 1805 díky Adrienovi-Marie Legendremu.
Zakladatelem matematické statistiky je Karl Pearson, který mimo jiné založil v roce 1911 na londýnské University College historicky první katedru statistiky.
Použití moderních počítačů na konci 20. a začátku 21. století pomohlo vývoji statistické vědy. Statistika je i nadále oblastí výzkumu; příkladem toho je například problém s analýzou velkých dat.